# 体操伝習所
体操伝習所（たいそうでんしゅうじょ、旧字：體操傳習所）は、1878年（明治11年）10月、東京府神田区（現在の東京都千代田区）に設立された文部省直轄の体育教員・指導者の養成機関。

## 概要
体操伝習所は「専ラ体育ニ関スル諸学科ヲ教授シ以テ本邦適当ノ体育法ヲ撰定シ且体育学教員ヲ養成」することを目的として、明治政府により設立された日本初の体育の研究及び教員養成機関。音楽取調掛とともに実技科教員を供給することにより、東京師範学校での知的教科に偏った教員養成を補完し、全国の学校に近代体育を普及する役割を果たした。1885年（明治18年）東京師範学校附属となり、翌1886年(明治19年)には高等師範学校（東京師範学校を改編）の「体操専修科」に再編された。さらに東京高等師範学校「体育科」を経て東京教育大学体育学部に継承されたため、一般には筑波大学体育専門学群の源流と位置づけられている。

## 沿革
明治政府が欧米的な教育制度を導入する過程で、体育（「体術」もしくは「体操」）は「学制」及び「教育令」において、小学校・専門学校（大学以外の高等教育機関を意味し後年の旧制専門学校とは異なる）の教科として規定されることとなったが、実際は名目のみで、実施された場合でも内容・方法の確立をみていなかったことから各学校ごとの試行錯誤に任されていた。また日本初の官立教員養成機関として設立された東京師範学校も知的教科に偏重していたため、体育教員の養成は後手に回っていた。
文部省は以上のような状況を挽回し、学校体育を本格的に確立するため1878年（明治11年）10月24日、東京師範学校校長補・伊沢修二を主幹として直轄機関「体操伝習所」を設立（文部省布達）。1879年（明治12年）4月7日、授業開始。教員として招聘された医学士リーランド（米国マサチューセッツ州のアマースト大学卒）を中心に「軽体操」＝木唖鈴・球竿・棍棒・木環などの軽手具を使用した体操が欧米人に比べて小柄な日本人に適当な体育法として選定・標準化され、その全国的普及が進められていくこととなった。1881年（明治14年）7月には伝習所第1回給費生21名が卒業し、以降廃止まで約300名に及ぶ卒業生らが府県師範学校に体育教員として赴任し、さらに彼らを中心として100冊以上に及ぶ体育・スポーツの専門書が刊行されることにより、軽体操および近代的な学校体育の全国的普及が進められていった。
1881年のリーランド辞任（帰国）に伴い、通訳を務めた坪井玄道が伝習所の主任教員となり、翌1882年（明治15年）にはリーランドの指導した運動法と彼の体育論を坪井が解説した『新撰体操書』等を出版。その後、伝習所には1883年（明治16年）の徴兵令改正（兵役年限短縮条項）への対応として中学校・師範学校での「歩兵操練科」実施内容の調査、さらに1885年（明治18年）以降は、森有礼が主唱した集団的規律訓練を志向する「兵式体操」調査及び当該教員養成等が文部省から要請され、体育の国家主義的側面が強調・追究されることとなるが、その一方で坪井を中心に軽体操と戸外遊戯（二人三脚競走、綱引、フートボール、ローンテニス、ベースボールなど）の重要性が強調されるなど独自の体育法も追究された。

## 年表
- 1878年（明治11年）
  - 10月24日：文部省直轄機関として設立（文部省内に仮事務所）。主幹は伊沢修二、主教員は米国人リーランド。
  - 11月1日：坪井玄道を教員（通訳）として雇用。
  - 11月2日：東京女子師範学校生徒に演習開始。
  - 11月19日：体操伝習所規則制定。応募資格は凡18歳以上20歳以下、身長凡5尺以上、普通の和漢学英学に渉り略算術を解する者。学科目は体操術（男子体操術・女子体操術・幼児体操術・美容術・調声操法）、英学、和漢学、数学、理学、図画（但し英学以下は大要を教授）。在学期限2年、学資金月額6円給付、体操用服は有償調製。
- 1879年（明治12年）
  - 3月20日：新築した体操教場・事務室（神田区一ツ橋通町二番地及び同町二十一番地）に移転。
  - 4月2日：東京師範学校生徒に演習開始。
  - 4月7日：第1回生徒25名入学（甲組）、授業開始（のち5名退学）。　　　　 ………以上、文部省第七年報付録より
  - 9月：補欠員4名入学。
  - 9月：『新設体操成績報告』編纂印行。
  - 9月10日：寄宿舎が新築落成し生徒収容。
  - 11月より：大学予備門旧本黌生徒に演習開始。府県公私立学校教員等特志者に入場を許し体操術初歩を伝習。
- 1880年（明治13年）
  - 3月：洋琴（ピアノ）を体操教場に設置（松野クララに洋琴弾方を嘱託；体操との合奏）。東京外国語学校生徒に演習開始。
  - 6月：寄宿舎の舎室増築竣工。　　　　　…………………………以上、文部省第八年報付録より
  - 9月：文部省の命令で「歩兵操練科」追加 （陸軍教導団より教官招聘、11月演習開始〜81年5月迄、毎週3回）。
  - 10月13日：第2回生徒9名入学（乙組）。教則を改正し、解剖学・生理学・健全学の実習優先。余暇に操櫓練習。
- 1881年（明治14年）
  - 3月：乙組生徒補欠員9名入学。
  - 4月：陸軍戸山学校射的場にて週一回の実地射撃練習。
  - 5月：東京大学医学部へ解剖学習熟者を派遣し、遺体解剖実習。
  - 7月2日：リーランド帰国（満期解職）。後任は坪井玄道。
  - 7月14日：第1回卒業証書授与式（21名卒業）。　　　　　…………………………以上、文部省第九年報付録より
  - 9月5日：教旨変更し、伝習対象を直轄学校学生生徒及び府県派遣伝習員並に自費志願伝習員に改定（給費生募集廃止）。
  - 9月8日：体操術の副科を体育論・生理学・健全学・物理学・化学・英学及び歩兵操練とする。
- 1882年（明治15年）
  - 1月17日：「伝習員規則」を編纂印行（年齢凡18歳以上35歳以下、普通学科及び生理学初歩の学識を有する府県師範学校等の教員を対象、修業期限は凡6ヶ月、学資は府県負担あるいは自弁）。
  - 1月20日：第一期府県派遣伝習員13名の授業開始。
  - 2月：在来生徒の学科中「英学」を廃し、毎週一回「修身学」を設置。
  - 3月：操櫓演習用に石川島造船所に端船（バッテーラ）製造を命じる。
  - 6月：『新撰体操書』『新制体操法』の2書刊行。
  - 7月8日：第2回卒業証書授与式（給費生15名＋派遣伝習員13名卒業）。　　　　　……以上、文部省第十年報付録より
  - 9月13日：第二期府県派遣伝習員（文部省が召募した府県の「小学師範学科取調員」が体操術兼修）授業開始。
  - 12月12日：「学事諮問会」参加の府県学務課長等が来所（実技参観及び西村主幹演説）
  - 12月より：大学予備門旧分黌生徒に演習開始。
- 1883年（明治16年）
  - 5月：文部省より、剣術柔術等の教育上利害適否調査を達せられる。
  - 6月6日：「柔術調査掛」設置[4]。
  - 7月10日：第二期府県派遣伝習員22名卒業。
  - 11月6日：第三期府県派遣伝習員の授業開始。　　　　　…………………………以上、文部省第十一年報付録より
- 1884年（明治17年）
  - 2月：体操伝習所規則を改正（伝習員規則・文部省所轄東京各学校学生生徒体操教授規則・別科伝習員規則）。伝習員は府県派遣及び自費志願者、別科伝習員は現役教員（又は業務上教育に関係）で服務の余暇に修業する者。修業期限は凡6ヶ月。
  - 2月28日：文部省より、徴兵令第十二条に基づく官公立学校（小学校除く）の歩兵操練科の程度・方法及び小学校での該科施行の適否等取調を達せられる。
  - 6月7日：第三期派遣伝習員17名卒業。
  - 6月27日：歩兵大尉・倉山唯永が文部省御用掛兼体操伝習所勤務に（歩兵操練科調査委嘱）[5]。
  - 9月11日：伝習員19名＋別科伝習員32名入学。
  - 9月22日：倉山大尉が東京師範学校生徒の歩兵操練科授業を監督開始。
  - 9月29日：森有礼文部省御用掛、専門普通両学務局長らが香港知事、英国公使とともに来所（軽体操及び歩兵操練の演習観覧）。
  - 9月末：隣接の地所394坪を購求し運動場を拡張。
  - 10月13日：剣術柔術等の教育上利害適否調査について復申。
  - 11月15日：「歩兵操練科調査」復申。中等学校は「順序ヲ生兵学・柔軟演習・号令・中隊学解説ノ五款ニ分テ其ノ程度ハ中隊学第一部第二章則チ成列中隊運動」の修了（修業年限4年）、小学校では「柔軟演習ノ一班ヲ課スルヲ以テ穏当」と認定[6]。　　　　…………………………以上、文部省第十二年報付録より
- 1885年（明治18年）
  - 1月：伝習員30名入学。
  - 2月：別科伝習員29名入学。
  - 3月：伝習員18名＋別科伝習員29名卒業。
  - 5月：東京師範学校との協議による「兵式体操」の実施方法及教授法等の取調開始。
  - 6月：文部省達により授業料（一ヶ月50銭）徴収を原則化。
  - 7月：伝習員27名＋別科伝習員22名卒業。
  - 9月：伝習員34名＋別科伝習員32名入学。
  - 9月8日：歩兵少尉・松石安治が文部省御用掛兼体操伝習所勤務に[7]。
  - 11月18日：文部省達「体育ノ改良」[8]により、「兵式体操及軽体操ノ教員」養成のため、新たに「修業員」として「陸軍歩兵下士ニシテ常備現役ヲ離レ一箇年以内」の者25名募集　（→文部省より陸軍省に候補生選抜依頼[9]）。
  - 11月21日：行軍演習（東京師範学校生徒99名と体操伝習所伝習員33名が四小隊編成で飛鳥山へ往復）[10]。
  - 12月9日：兵式体操及軽体操修業員の「伝習ノ要旨及教科」[11]制定。
  - 12月19日：行軍演習（東京師範学校生徒88名と体操伝習所伝習員33名が一中隊編成で木母寺へ往復）[12]。
  - 12月28日：体操伝習所が東京師範学校附属に。　　　　…………………………以上、文部省第十三年報付録より
- 1886年（明治19年）
  - 3月25日：伝習員29名＋別科伝習員20名卒業。
  - 3月27日：「体操伝習所舎則」（隊伍編成・起居・検査ノ定則など）・「伝習員敬礼及服従ノ定例」制定[13]。
  - 4月29日：師範学校令に基づき、附属体操伝習所を廃止し、高等師範学校体操専修科[14]に改組（普通体操〈軽体操を改称〉、兵式体操ヲ訓練シ兼ネテ人体、学校衛生、体操術ノ原理、兵学大意、測図ヲ授ケ以テ師範学校体操ノ教員トナルヘキモノヲ養成ス又其生徒ハ陸軍歩兵下士又ハ陸軍歩兵上等兵ノ常備現役ヲ離レ一箇年以内ノモノヨリ募集シ修業期限ヲ十箇月トス）。
  - 6月14日：修業員27名＋別科伝習員25名＋同居残伝習員3名卒業。
  - 12月25日：「高等師範学校体操専修科卒業生服務規程」制定（服務年限4年、うち2年は文部省指定校に奉職）。　　　　…………………………以上、文部省第十四年報より

## 歴代主幹
- 伊沢修二 （1878年10月 - 1879年10月）　東京師範学校校長補兼任
- 折田彦市 （1879年10月 - 1880年4月） →大阪専門学校長に転任
- 平山太郎 （1880年4月 - 1881年4月） 文部一等属
- 小林小太郎 （1881年4月 - 1882年1月） 文部少書記官
- 西村貞 （1881年12月 - 1885年8月）文部一等属／1881年11-12月 主幹心得、85年2月 所長名義で更任
- 野村彦四郎 （1885年8月 - 1886年3月） 所長／85年1月より伝習所勤務、4月より東京師範学校兼勤、12月より東京大学予備門長心得兼勤